# وو له پره
واوکس لاس پرس (به فرانسوی: Vaux-les-Prés) یک کمون در فرانسه است که در Canton of Audeux واقع شده‌است.

## خصوصیات
واوکس لاس پرس ۵٫۱۴ کیلومترمربع مساحت و ۳۶۵ نفر جمعیت دارد.